# Promyliobatis
Promyliobatis gazolai
Genre
Espèce
Promyliobatis est un genre fossile de poissons cartilagineux, une raie de la famille des Myliobatidae.
Une seule espèce est rattachée au genre : Promyliobatis gazolai.

## Classification
Le genre Promyliobatis est décrit en 1894 par le paléontologue allemand Otto Jaekel (1863-1929),,.
L'espèce Promyliobatis gazolai est décrite en 1885 par le paléontologue italien de Zigno (d) (1813-1892), puis en 1894 par le paléontologue allemand Otto Jaekel,.

## Découverte et datation
Ses fossiles parfaitement préservés ont été découverts sur le célèbre site paléontologique (Lagerstätte) du Monte Bolca, en Vénétie (Italie). Les deux espèces ont vécu dans les lagons tropicaux de l'océan Téthys, précurseur de la Méditerranée, au cours de l'Éocène inférieur (Yprésien), il y a environ entre 50,5 et 48,5 Ma (millions d'années),.

## Description
C'est une raie de petite dimension, avec une longueur totale d'environ 45 centimètres. Son corps rhomboïdal très large ressemble beaucoup à celui des raies actuelles du genre Myliobatis.
Ses nageoires pectorales sont en forme de triangle pointu et elle possède une petite nageoire dorsale. Ses dents sont grandes, plates et hexagonales. Sa queue est longue et fine avec, au début de la queue, une épine dorsale couverte de denticules.

## Paléobiologie
Promyliobatis  gazolai devait être un excellent nageur à l'instar des raies actuelles.

### Publication originale
- [1894] (de) Otto Jaekel, Die eocanen Selachier vom Monte Bolca, 1894, 1-176 p.